# Benito Juárez, Tomatlán
Benito Juárez är en ort i Mexiko.   Den ligger i kommunen Tomatlán och delstaten Jalisco, i den sydvästra delen av landet, 600 km väster om huvudstaden Mexico City. Benito Juárez ligger 59 meter över havet och antalet invånare är 133.
Terrängen runt Benito Juárez är varierad. Runt Benito Juárez är det glesbefolkat, med 11 invånare per kvadratkilometer. Närmaste större samhälle är Tomatlán, 11,2 km söder om Benito Juárez. Omgivningarna runt Benito Juárez är en mosaik av jordbruksmark och naturlig växtlighet.